# Fuoco (geometria)
In geometria, il fuoco è un punto particolare usato nel descrivere sezioni coniche.
Una sezione conica può essere definita come un luogo di punti la cui distanza dal fuoco è uguale all'eccentricità moltiplicata per la distanza alla direttrice corrispondente.
Anche nel caso in cui ci siano due fuochi, il luogo descritto, su una combinazione un fuoco - direttrice, rappresenta la sezione conica.
Da notare è che l'ellisse (non circolare) e l'iperbole hanno due fuochi ciascuna. Un'ellisse può essere descritta con il luogo dei punti per i quali la somma delle distanze dai fuochi è costante, mentre l'iperbole è il luogo dei punti per i quali il valore assoluto della differenza delle distanze dai fuochi è costante. Nel problema gravitazionale dei due corpi, le orbite dei corpi sono descritte da sezioni coniche dove i fuochi sono posizionati nel centro di massa.

Parabola con fuoco (F) e direttrice (L)